# Санники (Львовская область)
Санники (укр. Санники) — село в Мостисской городской общине Яворовского района Львовской области Украины.
Население по переписи 2001 года составляло 449 человек. Занимает площадь 0,8 км². Почтовый индекс — 81370. Телефонный код — 3234.